# شانون جيمس
شانون جيمس (بالإنجليزية: Shannon James)‏ هو لاعب كرة قدم أمريكية ولاعب كرة القدم الكندية أمريكي، ولد في 28 ديسمبر 1983 في بريدجبورت في الولايات المتحدة.

## وصلات خارجية
- شانون جيمس على موقع JustSportsStats.com (الإنجليزية)